# Handa Takeshi
Takeshi Handa (sinh ngày 26 tháng 6 năm 1985) là một cầu thủ bóng đá người Nhật Bản.

## Sự nghiệp câu lạc bộ
Takeshi Handa đã từng chơi cho FC Machida Zelvia, MIO Biwako Shiga và Blaublitz Akita.